# Raionul Nova Ușîțea, Hmelnîțkîi
Nova Ușîțea (în ucraineană Новоушицький район, transliterat: Novoușîțkîi raion) este un raion în regiunea Hmelnîțkîi, Ucraina. Reședința sa este așezarea de tip urban Nova Ușîțea.

## Demografie
Componența lingvistică a raionului Nova Ușîțea
     Ucraineană (96,48%)
     Rusă (3,29%)
     Alte limbi (0,16%)
Conform recensământului din 2001, majoritatea populației raionului Nova Ușîțea era vorbitoare de ucraineană (96,48%), existând în minoritate și vorbitori de rusă (3,29%).